# Chen Ezra
Chen Ezra (hebr. חן עזרא; ur. 19 stycznia 1989 w Beer Szewie) – izraelski piłkarz, grający na pozycji pomocnika.

## Kariera klubowa
Ezra profesjonalną karierę rozpoczął w klubie Maccabi Netanja, w którym nie licząc rocznej przerwy w sezonie 2008−2009 na grę w Hapoel Kefar Sawa, występował do 2012 roku. Latem 2012 roku przeniósł się do Maccabi Hajfa, a w 2016 do klubu Hapoel Tel Awiw.

## Kariera reprezentacyjna
W reprezentacji Izraela zadebiutował 7 września 2012 roku w meczu eliminacji mistrzostw świata przeciwko Azerbejdżanowi. Na boisku pojawił się w 71 minucie, a spotkanie zakończył z żółtą kartką na koncie.
| Mecze i gole w reprezentacji | Mecze i gole w reprezentacji | Mecze i gole w reprezentacji | Mecze i gole w reprezentacji | Mecze i gole w reprezentacji | Mecze i gole w reprezentacji | Mecze i gole w reprezentacji |
| #                            | Data                         | Stadion                      | Rywal                        | Wynik                        | Gol                          | Rozgrywki                    |
| 2012                         | 2012                         | 2012                         | 2012                         | 2012                         | 2012                         | 2012                         |
| ---------------------------- | ---------------------------- | ---------------------------- | ---------------------------- | ---------------------------- | ---------------------------- | ---------------------------- |
| 1.                           | 07.09.2012                   | Baku, Azerbejdżan            | Azerbejdżan                  | 1:1                          | 0                            | El. MŚ 2014                  |
| 2.                           | 11.09.2012                   | Ramat Gan, Izrael            | Rosja                        | 0:4                          | 0                            | El. MŚ 2014                  |
| 3.                           | 16.10.2012                   | Ramat Gan, Izrael            | Luksemburg                   | 3:0                          | 0                            | El. MŚ 2014                  |
| 4.                           | 14.11.2012                   | Jerozolima, Izrael           | Białoruś                     | 1:2                          | 0                            | towarzyski                   |
| 2013                         |                              |                              |                              |                              |                              |                              |
| 5.                           | 02.06.2013                   | Nowy Jork, USA               | Honduras                     | 2:0                          | 1                            | towarzyski                   |
| 6.                           | 14.08.2013                   | Kijów, Ukraina               | Ukraina                      | 0:2                          | 0                            | towarzyski                   |
| 7.                           | 07.09.2013                   | Ramat Gan, Izrael            | Azerbejdżan                  | 1:1                          | 0                            | El. MŚ 2014                  |
| 8.                           | 10.09.2013                   | Petersburg, Rosja            | Rosja                        | 1:3                          | 0                            | El. MŚ 2014                  |
| 2014                         |                              |                              |                              |                              |                              |                              |
| 9.                           | 05.03.2014                   | Netanja, Izrael              | Słowacja                     | 1:3                          | 0                            | towarzyski                   |